# Сапожин
Сапожи́н — село в Україні, в Рівненському районі Рівненської області. Населення становить понад 500 осіб. Орган місцевого самоврядування — Корецька міська рада.

## Історія
Перша згадка — 1151 рік (у Київському літописі — як Сапогинь)[джерело?].
У 1906 році село Гощанської волості Острозького повіту Волинської губернії. Відстань від повітового міста 42 верст, від волості 15. Дворів 128, мешканців 974.
У селі діють загальноосвітня школа І–ІІ ступенів, клуб, публічно-шкільна бібліотека, фельдшерсько-акушерський пункт, Свято-Миколаївська церква. В селі є братська могила радянських воїнів, яких було перепоховано у 1953 році. У 1966 році було відкрито, а у 1985 році відреставровано пам'ятний знак землякам, які загинули у Німецько-радянській війні.
Серед міст давньоруської держави, поруч із Дубном, Зарічним а також Корцем, зустрічаємо і Сапожин. Багато лиха за своє існування пережив Сапожин, але найбільше потерпало село нашесть від монголо-татар. Хоч мешканці села сміливо оборонялися, про що свідчать легенди та перекази цього краю, та сили все ж були нерівними. Нападники часто залишали за собою згарища і пустки. До сьогодні одна з вулиць має назву Осташівка, що означає за однією із версій залишок (остаток) населеного пункту.
Колишнє поселення пов'язане з іменем жорстокого воєводи-грабіжника Сапо, що знайшов смерть під містом: Сапо-згин — Сапо-гин — Сапожин.
За іншою версією місцеві народні умільці славилися пошиттям взуття -«сапогів», а звідси «сапожний», «сапожне» поселення.
Давніше біля Сапожина було сільце Осташівка — фактично його присілок.

## Населення

### Мова
Розподіл населення за рідною мовою за даними перепису 2001 року:
| Мова       | Кількість | Відсоток |
| ---------- | --------- | -------- |
| українська | 659       | 99.4%    |
| російська  | 4         | 0.6%     |
| Усього     | 663       | 100%     |

## Археологічні знахідки
У 1936 році на території села знайдені залишки кераміки зарубинецької культури. У 1961 році поблизу села в урочищі Вал виявлено городище, яке є залишком міста Сапогинь, що згадується в Київському літописі під 1151 роком. Городище розташоване на рівнині і оточене валом, залишки якого збереглися з південної і західної сторони, а з південного сходу є залишки рову.